# Триполі (еялет)
34°26′00″ пн. ш. 35°51′00″ сх. д. / 34.4333° пн. ш. 35.85° сх. д.
Еялет або пашалик Триполі (осман. ایالت طرابلس شام) — адміністративно-територіальна одиниця Османської імперії. Існував у 1579—1864 роках з площею 4 220 км². Утворився з частин еялету Дамаск і Алеппо (на теперішніх землях південної Сирії та Лівану). завдяки вигідному розташуванню був одним з заможних еялетів імперії.

## Історія
У 1516 році після перемоги османських військ над Мамлюкським Єгиптом Триполі разом з навколишньою областю було приєднано до Османської імперії. Триполі було перетворено на санджак у складі бейлербейства Алеппо. В цей час фактичними правителями санджаку були представники роду Ассаф. У 1571 році санджак Триполі передано до еялету Кіпр. У 1573 році став частиною еялету Дамаск.
У 1579 році здобув статус провінції (бейлербейство). До новоствореного Триполійського бейлербейства увійшла частина бейлербейства Алеппо. У 1591 році в рамках загальної реформи отримав статус еялета. На чолі стояв бейлербей (згодом паша). З початку утворення до 1625 року цю посаду обіймали представники роду Сайфас. У 1607 році на деякий час еялет захопив курдський емір Елі-бег, проте невдовзі зазнав поразки від військ великого візира Мурад-паши.
У 1861 році частина території увійшла до мутасаррифату Гірського Лівану, а у 1864 році в рамках реформи еялет Триполі став складовою частиною Сирійського вілайєту.

## Територія та структура
Кордони еялети починалися від ущелини аль-Муамалатайн на півночі до гірського хребта Нур на півдні. нараховували численні портові міста Джунія, Латакія, Триполі, Батрун, Бібл, Тартус, де було розвинено ремісництво та посередницька торгівля. Провінція виставляла до війська 1263 спагія-вершника.
Поділявся на 6 санджаків: Триполі, Хомс, Хама, Саламія, Джебла. Тут впроваджено тімарну систему. Створено 571 тімар і 63 зеамети. Дохід від хаси бейлербея (паші) дорівнювався 800 тис. акче, санджакбеїв — від 210 тис. до 390 тис. акче.

## Національно-релігійний стан
Більшість становили араби. В релігійному плані переважали суніти, також існували великі громади алавітів та християн-маронітів.